# Michel Vautrot
Michel Vautrot (ur. 23 października 1945) – francuski sędzia piłkarski. Sędziował pięć meczów na Mistrzostwach Świata (dwa w 1982 roku, trzy w 1990 roku) i trzy w Mistrzostwach Europy (jeden w 1984 roku, dwa w 1988).